# Discografia di Björk

## Album

### Album in studio
- 1977 – Björk (Fálkinn)
- 1993 – Debut (One Little Independent)
- 1995 – Post (One Little Independent)
- 1997 – Homogenic (One Little Independent)
- 2001 – Vespertine (One Little Independent))
- 2004 – Medúlla (One Little Independent)
- 2007 – Volta (One Little Independent)
- 2011 – Biophilia (One Little Independent)
- 2015 – Vulnicura (One Little Independent)
- 2017 – Utopia (One Little Independent)
- 2022 – Fossora (One Little Independent)

### Raccolte
- 2002 – Greatest Hits (One Little Independent)

### Box set
- 2002 – Family Tree (One Little Independent)
- 2003 – Live Box (One Little Independent)
- 2006 – ____surrounded (One Little Independent)
- 2009 – Voltaïc (One Little Independent)

### Album dal vivo
- 2004 – Debut Live (One Little Independent)
- 2004 – Post Live (One Little Independent)
- 2004 – Homogenic Live (One Little Independent)
- 2004 – Vespertine Live (One Little Independent)
- 2009 – Songs from the Volta Tour (One Little Independent)
- 2014 – Björk: Biophilia Live (One Little Independent)
- 2015 – Vulnicura Live (One Little Independent)

### Album di remix
- 1994 – The Best Mixes from the Album Debut for All the People Who Don't Buy White Labels (One Little Independent)
- 1997 – Telegram (One Little Independent)
- 2005 – Army of Me: Remixes and Covers (One Little Independent)
- 2012 – Bastards (One Little Independent)
- 2015 – Vulnicura Strings (One Little Independent)

### Colonne sonore
- 2000 – SelmaSongs (One Little Independent)
- 2005 – Drawing Restraint 9 (One Little Independent)

## Extended play
- 2019 – Country Creatures

## Singoli
- 1993 – Human Behaviour
- 1993 – Venus as a Boy
- 1993 – Play Dead
- 1993 – Big Time Sensuality
- 1994 – Violently Happy
- 1995 – Army of Me
- 1995 – Isobel
- 1995 – It's Oh So Quiet
- 1996 – Hyper-ballad
- 1996 – Possibly Maybe
- 1997 – I Miss You
- 1997 – Jóga
- 1997 – Bachelorette
- 1998 – Hunter
- 1998 – Alarm Call
- 1999 – All Is Full of Love
- 2001 – Hidden Place
- 2001 – Pagan Poetry
- 2002 – Cocoon
- 2002 – It's in Our Hands
- 2004 – Who Is It
- 2005 – Triumph of a Heart
- 2007 – Earth Intruders
- 2007 – Innocence
- 2008 – Declare Independence
- 2008 – Wanderlust
- 2008 – The Dull Flame of Desire
- 2008 – Náttúra
- 2010 – The Comet Song
- 2011 – Crystalline
- 2011 – Cosmogony
- 2011 – Virus
- 2011 – Moon
- 2017 – The Gate
- 2017 – Blissing Me
- 2018 – Arisen My Senses
- 2019 – Country Creatures
- 2022 – Atopos
- 2022 – Ovule
- 2022 – Ancestress
- 2022 – Fossora
- 2023 – Oral

## Video

### Album video
- 1999 – Volumen
- 2001 – MTV Unplugged / Live
- 2001 – Live at Shepherds Bush Empire
- 2001 – Live in Cambridge
- 2002 – Live at Royal Opera House
- 2002 – Greatest Hits - Volumen 1993-2003
- 2002 – Volumen Plus
- 2003 – Vessel
- 2003 – Inside Björk
- 2003 – Later with Jools Holland
- 2003 – Minuscule
- 2004 – The Inner or Deep Part of an Animal or Plant Structure
- 2005 – The Medúlla Videos
- 2009 – Voltaïc
- 2014 – Björk: Biophilia Live

## Altre pubblicazioni

### Tappi Tíkarrass
- 1982 – Bítið Fast Í Vítið
- 1983 – Miranda

### KUKL
- 1983 – Söngull (singolo)
- 1984 – The Eye
- 1984 – KUKL Á Paris 18.9.84
- 1986 – Holidays in Europe (The Naughty Nought)

### The Sugarcubes
- 1988 – Life's Too Good
- 1989 – Here Today, Tomorrow, Next Week!
- 1992 – Stick Around for Joy
- 1992 – It's-It
- 1988 – Sugarcubes Interview Disc
- 1988 – The Great Crossover Potential (raccolta)

### Björk Guðmundsdóttir & Tríó Guðmundar Ingólfssonar
- 1990 – Gling-Gló

### Björk & Dirty Projectors
- 2010 – Mount Wittenberg Orca (EP con Dirty Projectors)